# Phil Plait

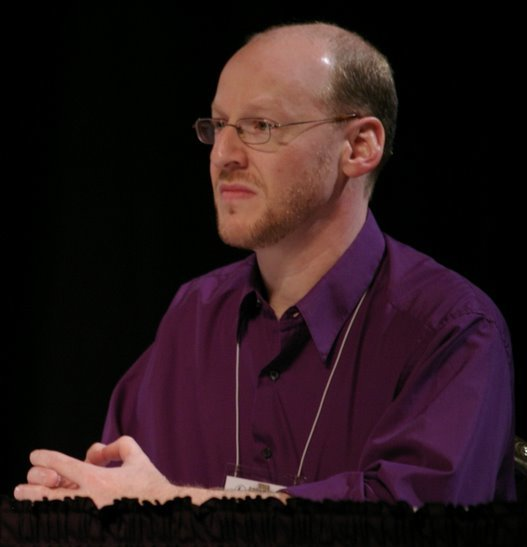
Philip Plait bei The Amazing Meeting am 20. Januar 2007

Philip Carry Plait (auch bekannt als The Bad Astronomer), (geb. am 30. September 1964 in Washington, D.C.) ist ein US-amerikanischer Astronom, Wissenschaftskommunikator, Skeptiker und populärwissenschaftlicher Blogger.
Plait war Mitarbeiter im Team des Hubble-Weltraumteleskops, hat Bilder und Spektren von astronomischen Objekten aufgenommen und sich in der Öffentlichkeitsarbeit für NASA-Missionen engagiert.
Er hat drei Bücher geschrieben: Bad Astronomy, Death from the Skies und Under Alien Skies. Er hat auch in mehreren wissenschaftlichen Dokumentarfilmen mitgewirkt, darunter How the Universe Works auf dem Discovery Channel. Von August 2008 bis 2009 war er Präsident der James Randi Educational Foundation. Weiterhin schrieb und moderierte er Episoden von Crash Course Astronomy, dessen letzte Folge 2016 ausgestrahlt wurde.

## Jugend und Herkunft
Phil Plait wuchs in der Gegend um Washington, D.C., auf. Er begann, sich für Astronomie zu interessieren, als er etwa fünf Jahre alt war und sein Vater ein Teleskop mit nach Hause brachte. Laut Plait richtete er es in jener Nacht auf den Saturn. „Ein Blick, und das war’s. Ich war süchtig.“

## Ausbildung und Forschung
Er besuchte die University of Michigan und promovierte 1995 in Astronomie an der University of Virginia mit einer Arbeit über die Supernova SN 1987A, die er im Rahmen der Supernova Intensive Study (SINS) untersuchte.
In den 1990er Jahren arbeitete Plait mit dem COBE-Satelliten und war später Teil des Hubble-Weltraumteleskop-Teams am NASA Goddard Space Flight Center, wo er hauptsächlich am Space Telescope Imaging Spectrograph arbeitete. 1995 veröffentlichte er Beobachtungen eines Rings aus zirkumstellarer Materie um SN 1987A, die zu weiteren Untersuchungen der Explosionsmechanismen in Kernkollaps-Supernova führten. Plait's Arbeit mit Grady et al. resultierte in der Präsentation von hochauflösenden Bildern isolierter stellarer Objekte (einschließlich AB Aurigae und HD 163296) des Hubble-Weltraumteleskops, die zu den ersten dieser Aufnahmen gehören. Diese Ergebnisse wurden in weiteren Studien zu den Eigenschaften und der Struktur von schwachen, jungen, mittelgroßen Sternen, den so genannten Herbig-Ae/Be-Sternen, verwendet, die auch die von Grady et al. beobachteten Ergebnisse bestätigten.

## Öffentlichkeitsarbeit
Nach seinen Forschungsbeiträgen konzentrierte er sich auf die Bildungsarbeit. Von 2000 bis 2007 arbeitete er an der Sonoma State University in der Öffentlichkeitsarbeit für das Fermi Gamma-ray Space Telescope und anderen von der NASA finanzierten Missionen. Im Jahr 2001 war er Mitverfasser einer Veröffentlichung über die Verbesserung der Zugänglichkeit von Ressourcen und Programmen für den Astronomieunterricht.
Ein großer Teil seines öffentlichen Engagements findet online statt. Er richtete 1998 die Website badastronomy und 2005 den dazugehörigen Blog gleichen Namens ein. Die Website ist nach wie vor archiviert, wird aber nicht mehr aktiv gepflegt, während der Blog nach mehreren Plattformwechseln bis heute fortbesteht.
Sein erstes Buch, Bad Astronomy: Misconceptions and Misuses Revealed, from Astrology to the Moon Landing "Hoax" (deutsch Falsche Vorstellungen und Missbrauch aufgedeckt, von der Astrologie bis zum Mondlande-"Hoax") befasst sich mit demselben Thema wie seine Website.
Sein zweites Buch, Death from the Skies (deutsch Tod vom Himmel), beschreibt, wie astronomische Ereignisse das Leben auf der Erde auslöschen könnten, und wurde im Oktober 2008 veröffentlicht.
Plaits Arbeiten sind auch in der Encyclopædia Britannica Yearbook of Science and the Future und im Astronomy-Magazine erschienen. Außerdem ist er häufig Gast in der wöchentlichen Wissenschaftsradiosendung Big Picture Science des SETI-Instituts.
Plait hat an einer Reihe von Fernseh- und Kinoproduktionen mitgewirkt, entweder als Gastgeber oder Gast oder in einer beratenden Funktion außerhalb des Bildschirms. Er war Gastgeber der dreiteiligen Dokumentarserie Phil Plait's "Bad Universe" auf dem Discovery Channel, die in den USA erstmals am 29. August 2010 ausgestrahlt, aber nicht als Serie fortgesetzt wurde.
Er hat auch in zahlreichen wissenschaftlichen Dokumentarfilmen und Programmen mitgewirkt, darunter How the Universe Works. Plait war wissenschaftlicher Berater für den Film Arrival (2016) und die CBS-Fernsehserie Salvation (2017). Er war der leitende wissenschaftliche Autor der Show Bill Nye Saves the World (2017) auf Netflix.

### Befürworter wissenschaftlicher Skepsis

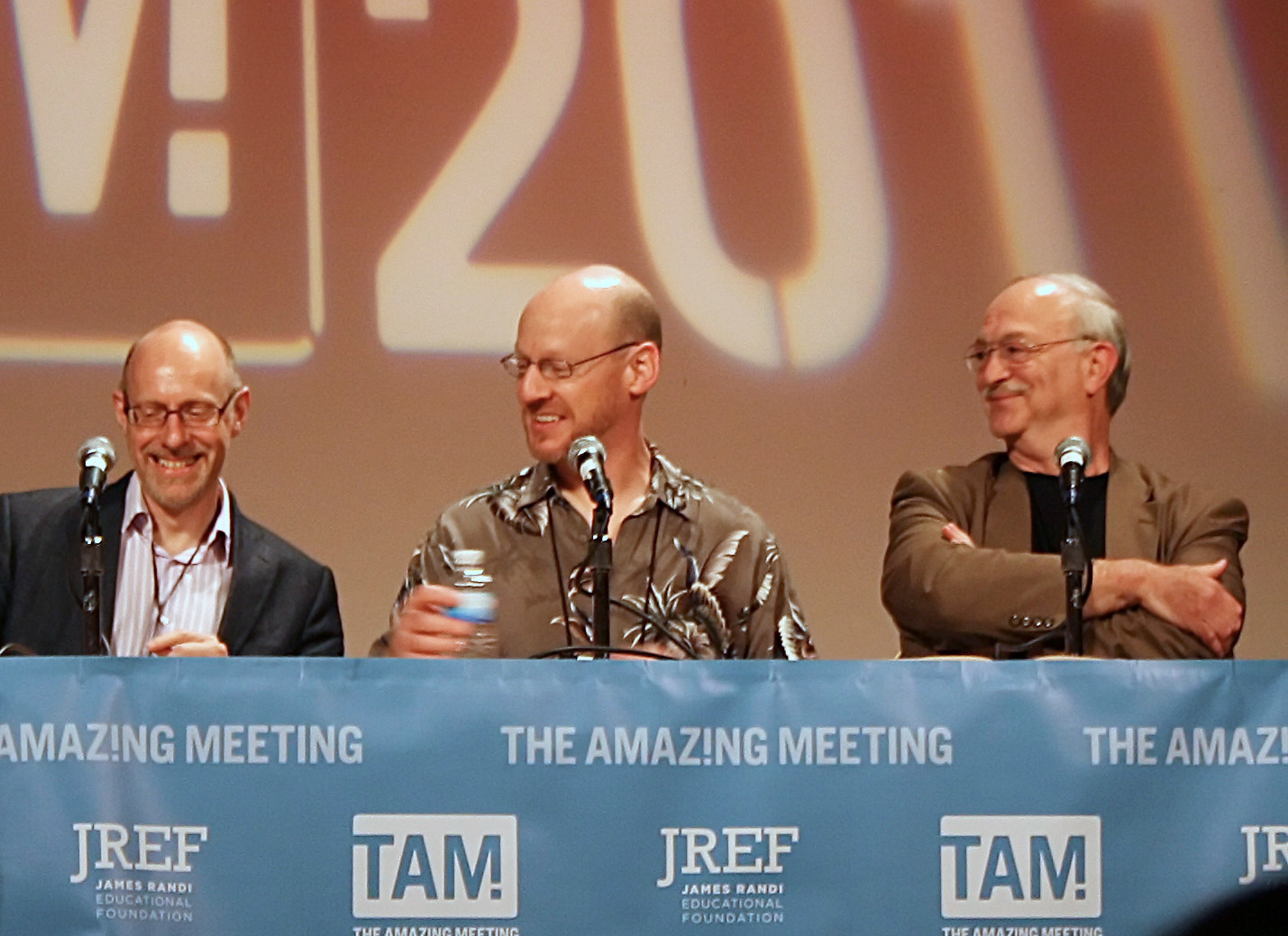
Phil Plait (Mitte) während The Amazing Meeting im Jahr 2011, mit Richard Wiseman und Joe Nickell

Von 2008 bis 2009 war Plait Präsident der James Randi Educational Foundation (JREF), einer gemeinnützigen Organisation der Skeptikerbewegung. Dieses Amt legte er schließlich nieder, um sich auf das Fernsehprojekt Bad Universe zu konzentrieren. Er ist regelmäßiger Redner auf Veranstaltungen und Konferenzen zum Thema wissenschaftlicher Skepsis, wie z. B. The Amazing Meeting (TAM), Northeast Conference on Science and Skepticism (NECSS), und DragonCon. Plait schreibt und spricht über Themen, die mit wissenschaftlicher Skepsis zu tun haben, und tritt etwa für die Verbreitung von Impfungen ein.

## Persönliches
Plait lebte früher mit seiner Frau Marcella Setter und seiner Tochter in Boulder, Colorado. Setter und Plait leiten Science Getaways, ein Urlaubsunternehmen, das wissenschaftsbasierte Abenteuer anbietet. Seit Januar 2024 lebt er im ländlichen Virginia außerhalb von Charlottesville.

## Internetauftritt

### Badastronomy.com

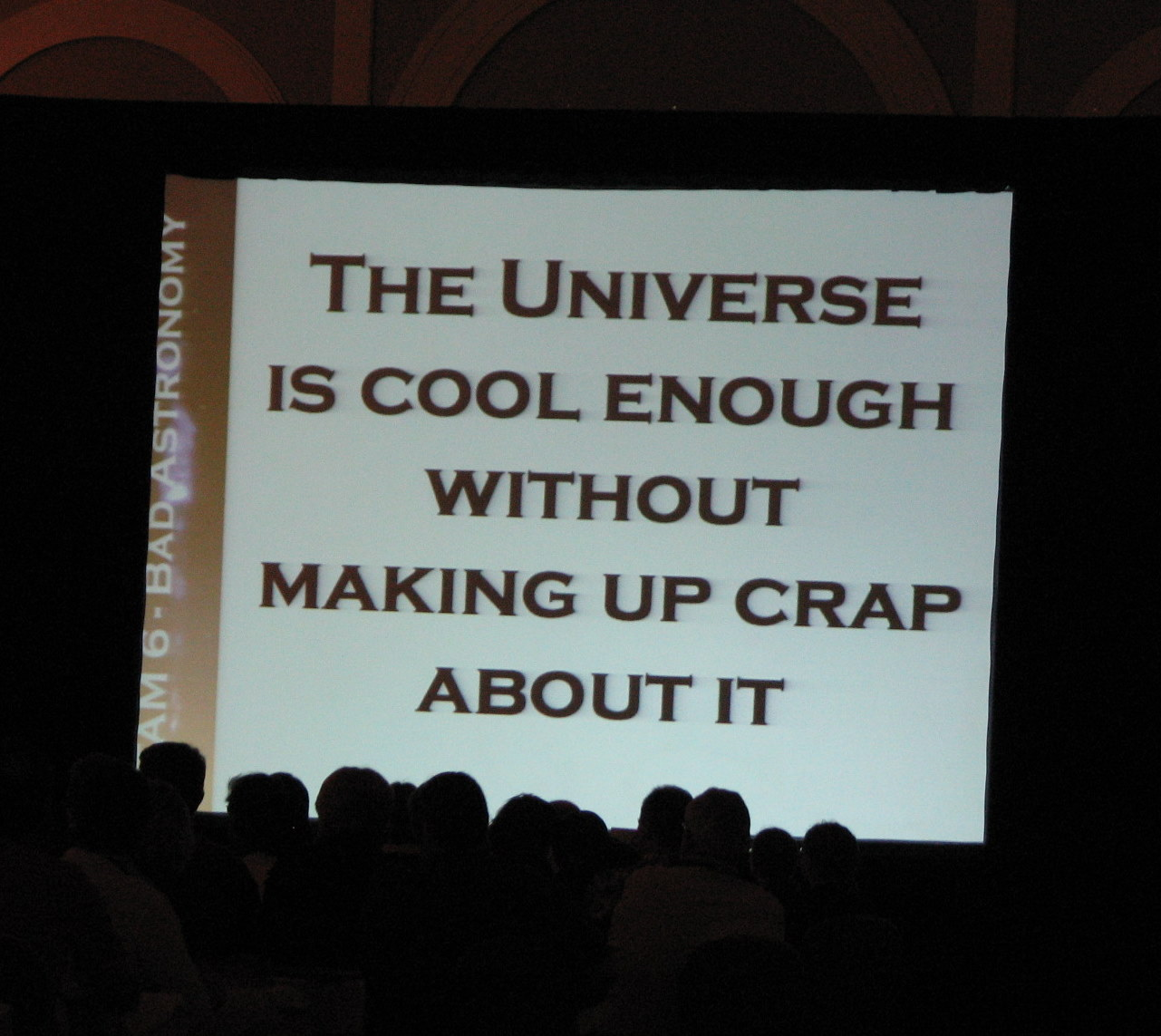
Die letzte Folie zu Plaits Vortrag auf der 6. JREF-Konferenz The Amazing Meeting 2008

1993 begann Plait mit der Veröffentlichung von wissenschaftlichen Beiträgen im Internet. Fünf Jahre später gründete er die Website Badastronomy.com mit dem Ziel, mit den seiner Meinung nach weit verbreiteten falschen Vorstellungen über Astronomie und Weltraumwissenschaft in Filmen, Nachrichten, Printmedien und im Internet aufzuräumen und verschiedene pseudowissenschaftliche Theorien im Zusammenhang mit dem Weltraum und der Astronomie kritisch zu analysieren, z. B. die "Planet X Katastrophe" (englisch Nibiru cataclysm), die Theorien von Richard C. Hoagland oder die Verschwörungstheorien zur Mondlandung (englisch Moon landing "hoax"). Plait's Website wurde stark frequentiert, als er eine Sondersendung des Fox Network kritisierte, in der die NASA beschuldigt wurde, die Apollo-Missionen gefälscht zu haben. Die Astrophysikerin Michelle Thaller bezeichnete Badastronomy.com sowie Plaits Buch und seine Essays mit dem Titel Bad Astronomy als „einen monumentalen Dienst an der Gemeinschaft der Weltraumwissenschaftler“.

### Blog
Im Jahr 2005 gründete Plait den Blog Bad Astronomy. Im Juli 2008 wechselte er zu einem neuen Betreiber, dem Discover-Magazine. Obwohl es sich in erster Linie um einen Astronomie-Blog handelt, schreibt Plait auch über die Skeptikerbewegung, Pseudowissenschaft und antiwissenschaftliche Themen, gelegentlich auch über persönliche und politische Themen. Am 12. November 2012 zog der Blog Bad Astronomy zum Slate-Magazin um. Plait sagte dem australischen Wissenschaftsskeptiker und Podcaster Richard Saunders in einem Interview, dass „sie [Slate] sehr unterstützend sind… eine neue Gemeinschaft“. Als er auf alte Beiträge zurückblickte, sagte Plait: „Ich habe über alles geschrieben, wenn man 7.000 Blogbeiträge geschrieben hat, hat man so ziemlich über jedes Thema in der Astronomie geschrieben.“
Am 1. Februar 2017 zog der Blog Bad Astronomy zu SyfyWire um, wo er bis Oktober 2022 gehostet wurde. Sein Blog wird derzeit (2023) von Substack gehostet.

### Online-Video
Im September 2011 sprach Plait auf einer TED-Konferenz in Boulder, Colorado, seiner Heimatstadt. Auf der Konferenz erläuterte er, wie man die Erde vor Asteroiden schützen kann.
Plait unterrichtete Astronomie in der YouTube-Bildungsserie Crash Course in 47 Episoden, vom 15. Januar 2015 bis zum 12. Februar 2016.

## Publikationen
- 2023: Under alien skies a sightseer's guide to the universe, W.W. Norton & Company, New York, NY, 2023. ISBN 978-0-393-86730-5; OCLC 1388377732
- 2013: Mit Jess Fink (Illustrator), Zach Weinersmith (Verfasser), 27 Nerd Disses : a significant quantity of disrespect, Smashwords Edition, Los Gatos, CA, 2013. OCLC 985115319
- 2008: Death from the Skies!: These are the Ways the World Will End, Viking Press, Penguin Group, New York, 2009. ISBN 978-0-670-01997-7; OCLC 759838577
- 2002: Bad Astronomy: Misconceptions and Misuses Revealed, from Astrology to the Moon Landing "Hoax", John Wiley & Sons, New York, 2002. ISBN 0-471-40976-6; OCLC 611332273

## Beiträge
- 2023: "The Milky Way's Secrets: Our galaxy's night-sky spectacle sparked scientific revolutions", Scientific American, Vol. 329, No. 4 (November 2023)

## Auftritte in den Medien
| Jahr       | Programm                                       | Episode(n)                                                                                    | Notes                           |
| ---------- | ---------------------------------------------- | --------------------------------------------------------------------------------------------- | ------------------------------- |
| 2020       | Captain Disillusion: UFO on the Moon – Quick D |                                                                                               | Kurzvideo                       |
| 2019       | Ancient Skies                                  | Episoden #1–3                                                                                 | Mini-Fernsehserie Dokumentation |
| 2017       | How the World Ends                             | Episode "Planet X"/"Aliens Invade"                                                            | Fernsehserie Dokumentation      |
| 2015       | Crash Course: Astronomy                        | Episoden #1–47                                                                                | Kurzformatige YouTube-Serie     |
| 2012       | Curiosity (TV-Serie)                           | Episode #2.12 – "Sun Storms"                                                                  | Fernsehserie Dokumentation      |
| 2012       | The Late Late Show with Craig Ferguson         | Episode #8.122                                                                                | Fernsehserie                    |
| 2010–19    | How the Universe Works                         | "Black Holes" "Stars" "Planets" "Solar Systems" "alle Episoden der Staffeln 2, 3, 4, 5 und 6" | Fernsehserie Dokumentation      |
| 2011       | Captain Disillusion: Fame Curve Collection     |                                                                                               | Kurz-Video                      |
| 2010       | Bad Universe                                   | "Death Stars" "Alien Attack!" "Asteroid Apocalypse"                                           | Fernsehserie Dokumentation      |
| 2010       | Known Universe                                 | "Stellar Storms" "Cosmic Collisions"                                                          | Fernsehserie Dokumentation      |
| 2008       | Naked Science                                  | "Hubble's Amazing Universe"                                                                   | Fernsehserie Dokumentation      |
| 2007       | Is It Real?                                    | "Life on Mars"                                                                                | Fernsehserie Dokumentation      |
| 2007       | The Zula Patrol                                | "Larva or Leave Me/Egg Hunt" "There Goes the Neighborhood"                                    | Fernsehserie                    |
| 2006       | Nova (American TV series)                      | "Monster of the Milky Way"                                                                    | Fernsehserie Dokumentation      |
| 2005, 2009 | Penn & Teller: Bullshit!                       | "Conspiracy Theories" "Astrology"                                                             | Fernsehserie                    |
| 2002       | Die Akte Apollo                                |                                                                                               | TV-Filmdokumentation            |

## Auszeichnungen und Ehrungen
- Bei den Weblog Awards 2007 wurde Bad Astronomy als "Bester Wissenschaftsblog" ausgezeichnet, gleichauf mit Climate Audit.[43]
- Im März 2008 wurde von dem verstorbenen Astronomen Jeff Medkeff ein Asteroid nach ihm benannt. Der Asteroid 2000 WG11 wurde auf den Namen (165347) Philplait getauft.[44][45]
- Im Jahr 2009 wurde Bad Astronomy vom Time Magazine unter die 25 besten Blogs gewählt.[46]
- Im Jahr 2013 erhielt Plait den Philip J. Klass-Award der National Capital Area Skeptics.[47]

- Im Jahr 2016 erhielt Plait den David N. Schramm-Award für Hochenergie-Astrophysik Wissenschaftsjournalismus von der American Astronomical Society,[48] für seinen 2015 erschienenen Artikel mit dem Titel "A Supermassive Black Hole's Fiery and Furious Wind".[49]